# Rhagadolyra magnicornis
Rhagadolyra magnicornis är en tvåvingeart som först beskrevs av Malloch 1926.  Rhagadolyra magnicornis ingår i släktet Rhagadolyra och familjen lövflugor. Inga underarter finns listade i Catalogue of Life.